# FIZ1
FIZ1 (англ. FLT3 interacting zinc finger 1) – білок, який кодується однойменним геном, розташованим у людей на довгому плечі 19-ї хромосоми. Довжина поліпептидного ланцюга білка становить 496 амінокислот, а молекулярна маса — 51 996.
| 10         |  | 20         |  | 30         |  | 40         |  | 50         |
| ---------- |  | ---------- |  | ---------- |  | ---------- |  | ---------- |
| MDDVPAPTPA |  | PAPPAAAAPR |  | VPFHCSECGK |  | SFRYRSDLRR |  | HFARHTALKP |
| HACPRCGKGF |  | KHSFNLANHL |  | RSHTGERPYR |  | CSACPKGFRD |  | STGLLHHQVV |
| HTGEKPYCCL |  | VCELRFSSRS |  | SLGRHLKRQH |  | RGVLPSPLQP |  | GPGLPALSAP |
| CSVCCNVGPC |  | SVCGGSGAGG |  | GEGPEGAGAG |  | LGSWGLAEAA |  | AAAAASLPPF |
| ACGACARRFD |  | HGRELAAHWA |  | AHTDVKPFKC |  | PRCERDFNAP |  | ALLERHKLTH |
| DLQGPGAPPA |  | QAWAAGPGAG |  | PETAGEGTAA |  | EAGDAPLASD |  | RRLLLGPAGG |
| GVPKLGGLLP |  | EGGGEAPAPA |  | AAAEPSEDTL |  | YQCDCGTFFA |  | SAAALASHLE |
| AHSGPATYGC |  | GHCGALYAAL |  | AALEEHRRVS |  | HGEGGGEEAA |  | TAAREREPAS |
| GEPPSGSGRG |  | KKIFGCSECE |  | KLFRSPRDLE |  | RHVLVHTGEK |  | PFPCLECGKF |
| FRHECYLKRH |  | RLLHGTERPF |  | PCHICGKGFI |  | TLSNLSRHLK |  | LHRGMD     |

A: Аланін

C: Цистеїн

D: Аспарагінова кислота

E: Глутамінова кислота

F: Фенілаланін

G: Гліцин

H: Гістидин

I: Ізолейцин

K: Лізин

L: Лейцин

M: Метіонін

N: Аспарагін

P: Пролін

Q: Глутамін

R: Аргінін

S: Серин

T: Треонін

V: Валін

W: Триптофан

Кодований геном білок за функцією належить до репресорів. 
Задіяний у таких біологічних процесах, як транскрипція, регуляція транскрипції, ацетилювання. 
Білок має сайт для зв'язування з іонами металів, іоном цинку. 
Локалізований у цитоплазмі, ядрі.